# 루이스 디아스
루이스 페르난도 디아스 마룰란다(스페인어: Luis Fernando Díaz Marulanda, 1997년 1월 13일 ~ )는 콜롬비아의 축구 선수로 현재 독일 분데스리가의 바이에른 뮌헨 소속이다.

## 구단 경력

### 2022-23 시즌
2022년 9월 10일, 디아스는 리버풀과 아스널의 22-23 프리미어 리그 10라운드에 선발출전해 34분 다르윈 누녜스에게 패스를 건네 누녜스의 동점골을 만들었다. 그러나 디아스는 42분 무릎 부상으로 인해 호베르투 피르미누와 교체되었다.
2022년 9월 이후 무릎 부상 치료를 위해 리버풀의 경기에 출전하지 않았던 디아스는 2023년 3월 31일, 훈련장에 복귀했다. 리버풀의 감독 위르겐 클로프는 디아스가 체력의 완벽한 회복을 위해 2023년 4월 1일에 있는 맨체스터 시티와의 경기에 출전하지 않을 것이라고 발표했고 디아스는 이 경기에 출전하지 않았다.

## 출전 통계
| 클럽   | 시즌    | 출전 | 득점 | 도움 |
| ------ | ------- | ---- | ---- | ---- |
| 포르투 | 2019-20 | 50   | 14   | 3    |
| 포르투 | 2020-21 | 47   | 11   | 5    |
| 포르투 | 2021-22 | 28   | 16   | 4    |
| 리버풀 | 2021-22 | 26   | 6    | 4    |
| 리버풀 | 2022-23 | 21   | 5    | 2    |
| 리버풀 | 2023-24 | 51   | 13   | 5    |
| 리버풀 | 2024-25 | 50   | 17   | 5    |

## 수상

### 클럽

#### 후니오르 FC
- 카테고리아 프리메라 A : 우승 (2018 토르네오 피날리사시온, 2019 토르네오 아페르투라)
- 코파 콜롬비아 : 우승 (2017)
- 슈퍼리가 콜롬비아나 : 우승 (2019)

#### FC 포르투
- 포르투갈 프리메이라리가 : 우승 (2019-20)
- 포르투갈컵 : 우승 (2019-20)
- 포르투갈 슈퍼컵 : 우승 (2020)

#### 리버풀 FC
- FA컵 : 우승 (2021-22, 2024-25)
- EFL컵 : 우승 (2021-22, 2023-24)
- FA 커뮤니티 실드 : 우승 (2022)

### 개인
- 코파 아메리카 득점왕 : 2021
- 코파 아메리카 베스트 11 : 2021
- 포르투갈 프리메이라리가 이 달의 선수 : 2021년 10월/11월
- 포르투갈 프리메이라리가 이 달의 공격수 : 2021년 10월/11월
- 포르투갈 프리메이라리가 이 달의 골 : 2020년 11월, 2021년 10월/11월
- 포르투갈 프리메이라리가 페어플레이상 : 2020-21